# مسیه ۷۰
مسیه ۷۰(به انگلیسی: Messier 70) یا ان‌جی‌سی ۶۶۸۱ یک خوشه ستاره‌ای کروی در صورت فلکی کمان است که فاصله آن از زمین بیست و هشت هزار سال نوری و قدر ظاهری آن ۹ است.

## نگارخانه

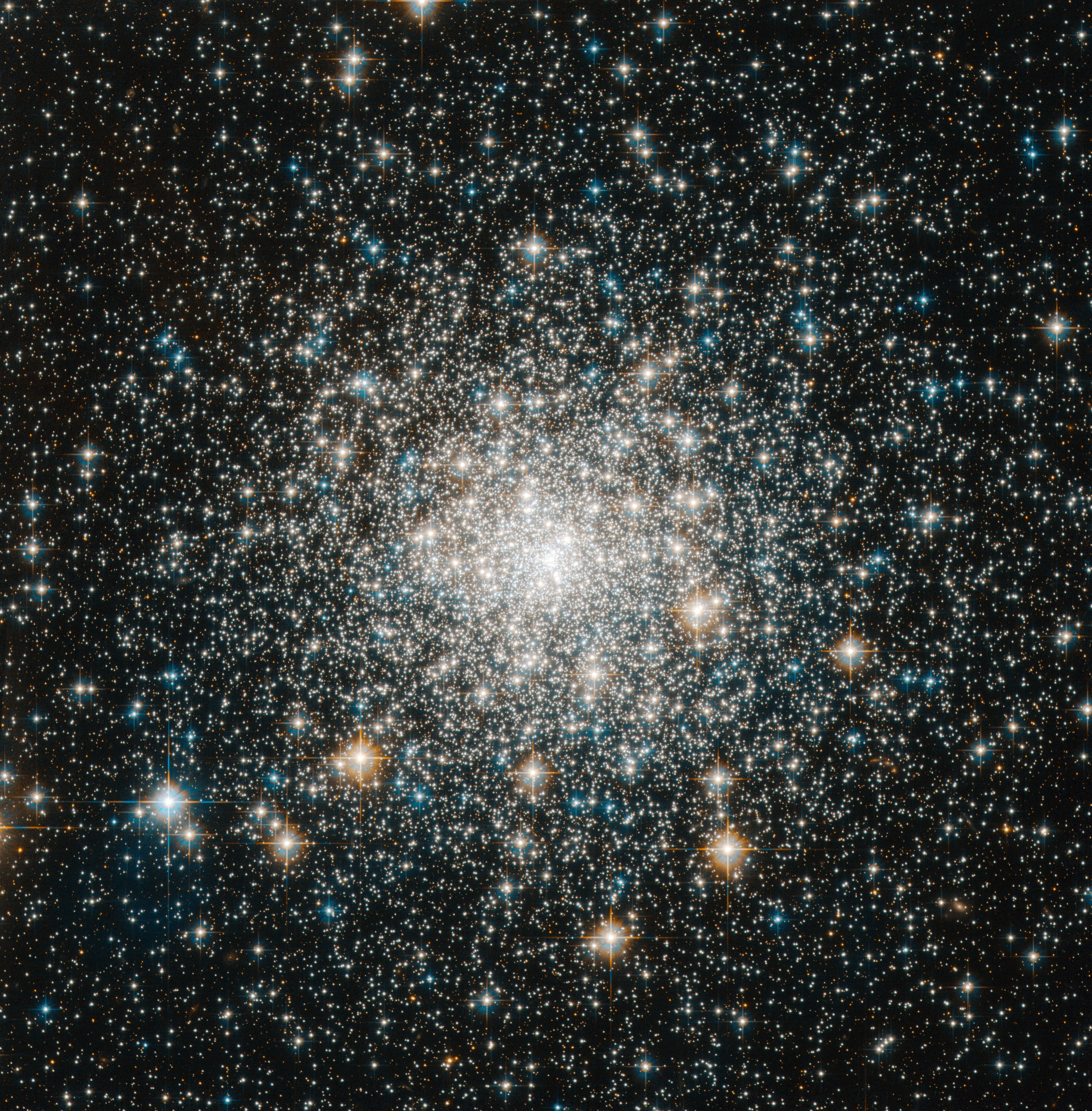